# ألبرتو تشيفيديني
ألبيرتو تشيفيديني (بالإسبانية: Alberto Chividini)‏ (23 فبراير 1907 – 31 أكتوبر 1961) لاعب كرة قدم أرجنتيني راحل كان يجيد اللعب في خط الدفاع .
شارك مع منتخب الأرجنتين في بطولة كأس أمريكا الجنوبية 1929 حيث لعب مباراتين أمام الأوروغواي والباراغواي .
في السنة التالية شارك في بطولة كأس العالم 1930 ولعب مباراة واحدة أمام منتخب المكسيك في الدور الأول .
بعد مرور 3 سنوات حقق بطولة الدوري مع نادي سان لورينزو .

## وصلات خارجية
- ألبرتو تشيفيديني على موقع الاتحاد الدولي (مؤرشف)  (الإنجليزية)
- ألبرتو تشيفيديني على موقع قاعدة بيانات كرة القدم.إي يو (الإنجليزية)
- ألبرتو تشيفيديني على موقع ناشيونال فوتبول تيمز (الإنجليزية)
- ألبرتو تشيفيديني على موقع عالم كرة القدم.نت (الإنجليزية)
- السيرة الذاتية